# Reinaldo (calciatore 2001)
Reinaldo Nascimento Satorno, noto semplicemente come Reinaldo (Siderópolis, 8 giugno 2001), è un calciatore brasiliano, centrocampista del Chaves in prestito dal Santa Clara.

## Caratteristiche tecniche
È un esterno destro.

## Carriera
Cresciuto nel settore giovanile del Criciúma, debutta in prima squadra il 17 gennaio 2019 in occasione dell'incontro del Campionato Catarinense perso 1-0 contro il Figueirense. Nel dicembre seguente viene ceduto all'Athl. Paranaense prima in prestito e poi a titolo definitivo. Il 1º novembre debutta in Série A giocando il match perso 1-0 contro lo Sport Recife.

## Statistiche
Statistiche aggiornate al 14 agosto 2023.

### Presenze e reti nei club
| Stagione        | Squadra          | Campionato      | Campionato | Campionato | Coppe nazionali | Coppe nazionali | Coppe nazionali | Coppe continentali | Coppe continentali | Coppe continentali | Altre coppe | Altre coppe | Altre coppe | Totale | Totale | Totale |
| Stagione        | Squadra          | Comp            | Pres       | Reti       | Comp            | Pres            | Reti            | Comp               | Pres               | Reti               | Comp        | Pres        | Reti        | Pres   | Reti   |        |
| --------------- | ---------------- | --------------- | ---------- | ---------- | --------------- | --------------- | --------------- | ------------------ | ------------------ | ------------------ | ----------- | ----------- | ----------- | ------ | ------ | ------ |
| 2019            | Criciúma         | PD/SC+B         | 11+22      | 0          | CB              | 1               | 0               |                    | -                  | -                  |             | -           | -           | 34     | 0      |        |
| 2020            | Athl. Paranaense | A1/PR+A         | 6+11       | 1+0        | CB              | 2               | 0               | CL                 | 1                  | 0                  |             | -           | -           | 20     | 1      |        |
| 2021            | Athl. Paranaense | A1/PR+A         | 11+0       | 0          | CB              | 0               | 0               | CS                 | 1                  | 0                  |             | -           | -           | 12     | 0      |        |
| 2021            | CSA              | B               | 24         | 1          | CB              | 0               | 0               |                    | -                  | -                  |             | -           | -           | 24     | 1      |        |
| 2022            | Athl. Paranaense | A1/PR+A         | 7+0        | 1          | CB              | 0               | 0               | CL                 | 0                  | 0                  | RS          | 0           | 0           | 7      | 1      |        |
| 2023            | Athl. Paranaense | A1/PR+A         | 0+1        | 0          | CB              | 0               | 0               | CL                 | 0                  | 0                  |             | -           | -           | 1      | 0      |        |
| 2023-2024       | Santa Clara      | SL              | 0          | 0          | TdP+CdL         | 0+1             | 0               |                    | -                  | -                  |             | -           | -           | 1      | 0      |        |
| Totale carriera | Totale carriera  | Totale carriera | 93         | 3          |                 | 4               | 0               |                    | 2                  | 0                  |             | 0           | 0           | 99     | 3      |        |

## Palmarès

### Club

#### Competizioni statali
- Campionato Paranaense: 1

Athl. Paranaense: 2023